# Gabriela Fernández
Gabriela Alexandra Fernández Ocanto (Maracaibo, 23 de junho de 1986) é uma modelo venezuelana que competiu no concurso Miss Venezuela 2008 em 10 de setembro de 2008.
Gabriela venceu o título de Miss Zulia 2008 em um concurso estadual realizado em Maracaibo, Venezuela, em 7 de maio de 2008.